# Csilung (folyó)
A Csilung (hagyományos kínai: 基隆河, pinjin: Jīlóng Hé, Wade–Giles: Chilung ho, magyaros: Csilung ho; nemzetközi: Keelung) Tajvan északi részének folyója.

## Lefolyása
A Hszinpej (Xinpei) várostól nyugat-északnyugati irányban emelkedő hegyekben ered, innen egy hasadékvölgyben folytatja útját, majd észak-északkeleti irányban halad tovább. Északi irányban Csiufen (Jiufen) és Csilung (Jilong) között folytatja útját, majd nyugat-északnyugatnak halad Tajpej felé, ahol a Tansuj (Danshui) folyóba torkollik.

## Környezetszennyezés
A Csilung (Jilung) vize erősen szennyezett, részben a tisztítatlan szennyvíz, részben az üzemek illegálisan kibocsátott szennyvize miatt. A folyó ökoszisztémájának visszaállítása a tajpeji kormány és több civil szervezet napirendjén szerepel.